# Colazione da Tiffany (musical)
Colazione da Tiffany (Breakfast at Tiffany's) è un musical con musiche di Bob Merrill, tratto dall'omonimo romanzo breve di Truman Capote e dal film di Blake Edwards. Il libretto originariamente era stato scritto da Abe Burrows, per poi essere completamente riscritto da Edward Albee durante il rodaggio del musical sulla strada per Broadway. Dopo un laborioso rodaggio a Filadelfia e Boston, il musical andò in scena per quattro anteprime a Broadway nel dicembre 1966, prima che il produttore David Merrick cancellasse le repliche prima ancora del debutto ufficiale.

## Produzioni
La storia della produzione è stata complicata dall'inizio, poco dopo il casting di Mary Tyler Moore (Holly Golightly), Richard Chamberlain (Jeff Claypool), Sally Kellerman (Mag Wildwood), Larry Kert (Carlos) e Priscilla Lopez nelle parti principali. La messa in scena a Filadelfia fu un fiasco clamoroso ed Abe Burrows, che curava sia il testo che la regia, abbandonò la produzione. Edward Albee scrisse un nuovo libretto per le repliche a Boston e Joseph Anthony subentrò come regista. Le coreografie erano di Michael Kidd e Tony Mordente. Il 12 dicembre 1966 andò in scena a Broadway la prima di quattro anteprime che termineranno prima del debutto: in un articolo per il New York Times, il produttore David Merrick informava di aver chiuso lo spettacolo per non sottoporre il pubblico a un musical noioso. La sfortunata produzione di Broadway era stata messa in scena al Majestic Theatre e il titolo del musical era stato cambiato all'ultimo momento da Holly Golightly al più familiare Breakfast at Tiffany's.
Nel 2001 l'etichetta discografica Original Cast ha fatto incidere la colonna sonora di Bob Merrill. Il cast del CD era composto da Faith Prince, John Schneider, Hal Linden, Patrick Cassidy e Sally Kellerman nel ruolo che aveva ricoperto trentacinque anni prima.
Nel 2013 una versione semi-scenica del musical sotto forma di concerto è andata in scena al Lilian Baylis Studio del Teatro Sadler's Wells di Londra. Il libretto originale di Ave Burrows, accantonato dopo Filadelfia, è stato reintegrato per questo allestimento, così come il titolo originale Holly Golightly. Holly Dale Spencer interpretava Holly, Joseph Wilkins era Jeff, Jonathan Dryden Taylor ricopriva il ruolo di Sally Tomato e Gareth Davies recitava nei panni di Rusty Trawler.

## Numeri musicali
Primo atto
1. Jeff – Holly Golightly
2. Holly – Breakfast at Tiffany's
3. Holly – When Daddy Comes Home
4. Holly – Freddy Chant
5. Holly e ospiti – Lament for Ten Men
6. Ospiti di Holly – Lament for Ten Men (Reprise)
7. Holly e Mag – Home for Wayward Girls
8. Jeff – Who Needs Her?
9. Doc – You've Never Kissed Her
10. Jeff – You've Never Kissed Her (Reprise)
11. Doc, Jeff e Holly – Lulamae

Secondo atto
1. Holly, Jeff – Who Needs Her? (Reprise)
2. Holly, avventori del bar – Dance
3. Carlos – Stay With Me
4. Holly, Jeff – I'm Not the Girl
5. Holly, Carlos – Grade 'A' Treatment
6. Giovanni, ragazze – Ciao, Compare
7. Holly – Breakfast at Tiffany's (Reprise)
8. Jeff – Better Together
9. Holly – Same Mistakes
10. Jeff – Holly Golightly (Reprise)